# Fosse iliaque interne
La fosse iliaque interne (ou fosse iliaque) est une grande surface lisse et concave située sur la face sacro-pelvienne de l'ilion au niveau de l'aile de l'ilium.

## Description
La fosse iliaque interne est délimitée en haut par la crête iliaque et en bas par la ligne arquée. elle est délimitée en avant et en arrière par les bords antérieur et postérieur de l'aile de l'ilium.
Elle donne insertion au muscle iliaque et présente un trou nourricier de l'os dans sa partie interne.

## Terminologie
Le terme fosse iliaque désigne souvent par défaut la partie osseuse de l'aile de l'ilium, l'adjectif interne lève une éventuelle ambiguïté.
La fosse iliaque externe peut désigner la face glutéale de l'ilion.
Lorsque l'adjectif "gauche" ou "droit" est utilisé, la fosse iliaque désigne généralement l'une des régions de la cavité abdominale viscérale limitée latéralement par les fosses iliaques internes.